# زئوفیکوس
زئوفیکوس (به لاتین: Zoophycos)، یک سرده از ایچنیاها تا حدودی جهان‌میهن است که تصور می‌شود با حرکت و تغذیه کرم‌های پرتار تولید می‌شود.
از اوایل اردویسین تا به امروز یافت می‌شود. این جانور به آبهای عمیق در سیلورین محدود می‌شود، اما در مناطق نزدیک ساحل از دونین تا پایان پرمین یافت می‌شد.

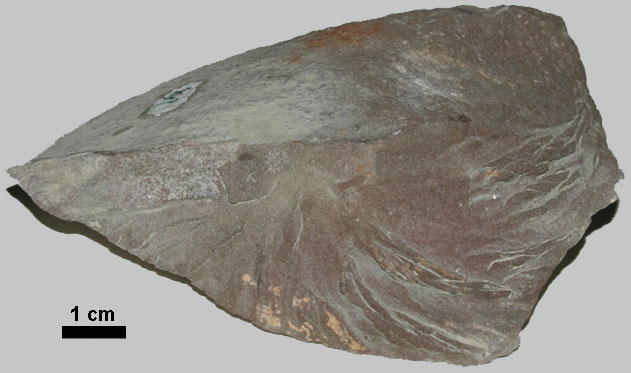
Zoophycos از توربیدیت‌های کشاورزان عضو سازند Borden در مایل نشانگر ۱۳۵، I-64 ، کنتاکی.